# Kosta Jankovic
Kosta Jankovic (Belgrado, Serbia, 19 de octubre de 1995) es un baloncestista serbio. Con 2,01 metros de estatura y zurdo, juega en la posición de alero, pudiendo actuar ocasionalmente como ala-pívot.

## Trayectoria deportiva

### Universidad
Formado en la Universidad Estatal de Kenneshaw, situada en el estado de Georgia, completó sus cuatro años de ciclo universitario entre 2015 y 2019 formando parte de la plantilla de los Owls, con los que disputó la División I de la NCAA. Mejoró sus prestaciones en cada campaña, graduándose en la temporada 2018-19 con promedios de 7,4 puntos, 4 rebotes y 1,5 asistencias.

### Profesional
Tras no ser elegido en el draft de la NBA, en agosto de 2019 firma su primer contrato profesional con el Cáceres Patrimonio de la Humanidad, club de la Liga LEB Oro española. El 16 de diciembre, tras haber disputado siete partidos con promedios de 1,4 puntos y 0,9 rebotes, el club anunció su desvinculación.